# تیم ملی والیبال زنان آنتیگوا و باربودا
تیم ملی والیبال زنان آنتیگوا و باربادوا تیم ملی والیبال زنان کشور آنتیگوا و باربودا است.